# 부천시민운동장
부천시민운동장(富川市民運動場, Bucheon Civic Stadium)은 대한민국 부천시에 있는 스포츠 경기 시설이다.

## 참고 문헌
- 《시정백서》. 부천시. 2006.